# Portal de Puigpelat
El Portal de Puigpelat és una obra de Puigpelat (Alt Camp) protegida com a bé cultural d'interès local.

## Descripció
Aquest portal, situat al final del carrer Canals, comunica el nucli urbà amb l'exterior. L'estructura de la part que dona al nucli està formada per un arc lleugerament apuntat i tallat per una banda. A l'exterior presenta dos arcs, un de mig punt i un altre escarser molt rebaixat. El material de construcció és la pedra. Damunt del pas cobert hi ha un habitatge.

## Història
A causa de la manca d'informació, pel que fa a la creació del nucli, es fa difícil datar aquesta construcció, però per la seva estructura sembla que el seu origen respon a l'època medieval.